# Temporada 1967-68 de los San Francisco Warriors
La temporada 1967-68 fue la vigesimosegunda de los Warriors en la NBA, y la sexta en la ciudad de San Francisco (California), a donde llegaron procedentes de Filadelfia. La temporada regular acabó con 43 victorias y 39 derrotas, acabando en la segunda posición de la División Oeste, clasificándose para los playoffs, donde cayeron en las Finales de división ante Los Angeles Lakers.

## Elecciones en elDraft
| Ronda | Puesto | Jugador        | Posición  | Nacionalidad   | Universidad    |
| ----- | ------ | -------------- | --------- | -------------- | -------------- |
| 1     | 10     | Dave Lattin    | Ala-Pívot | Estados Unidos | UTEP           |
| 3     | 27     | Bill Turner    | Alero     | Estados Unidos | Akron          |
| 4     | 39     | Bobby Lewis    | Escolta   | Estados Unidos | North Carolina |
| 5     | 51     | Mike Lynn      | Alero     | Estados Unidos | UCLA           |
| 6     | 63     | Dale Schlueter | Pívot     | Estados Unidos | Colorado State |

## Temporada regular
| División Oeste           | División Oeste | División Oeste | División Oeste | División Oeste | División Oeste | División Oeste | División Oeste | División Oeste |
| Equipo                   | G              | P              | %              | PD             | Casa           | Fuera          | Neutral        | Div            |
| ------------------------ | -------------- | -------------- | -------------- | -------------- | -------------- | -------------- | -------------- | -------------- |
| x-St. Louis Hawks        | 56             | 26             | .683           | –              | 25–7           | 22–13          | 9–6            | 31–9           |
| x-Los Angeles Lakers     | 52             | 30             | .634           | 4              | 30–11          | 18–19          | 4–0            | 28–12          |
| x-San Francisco Warriors | 43             | 39             | .524           | 13             | 27–14          | 16–23          | 0–2            | 24–16          |
| x-Chicago Bulls          | 29             | 53             | .354           | 27             | 11–22          | 12–24          | 6–7            | 11–29          |
| Seattle SuperSonics      | 23             | 59             | .280           | 33             | 10–21          | 7–24           | 6–14           | 15–25          |
| San Diego Rockets        | 15             | 67             | .183           | 41             | 8–33           | 4–26           | 3–8            | 11–29          |

## Playoffs

### Semifinales de División
San Francisco Warriors vs. St. Louis Hawks 
| Fecha       | Partido                                         | Ciudad        |
| ----------- | ----------------------------------------------- | ------------- |
| 22 de marzo | St. Louis Hawks 106, San Francisco Warriors 111 | St. Louis     |
| 23 de marzo | St. Louis Hawks 111, San Francisco Warriors 103 | St. Louis     |
| 26 de marzo | San Francisco Warriors 124, St. Louis Hawks 109 | San Francisco |
| 29 de marzo | San Francisco Warriors 108, St. Louis Hawks 107 | San Francisco |
| 31 de marzo | St. Louis Hawks 129, San Francisco Warriors 103 | St. Louis     |
| 2 de abril  | San Francisco Warriors 111, St. Louis Hawks 106 | San Francisco |
|             | San Francisco Warriors gana las series 4-2      |               |

### Finales de División
Los Angeles Lakers vs. San Francisco Warriors
| Fecha       | Partido                                            | Ciudad        |
| ----------- | -------------------------------------------------- | ------------- |
| 5 de abril  | Los Angeles Lakers 133, San Francisco Warriors 105 | Los Ángeles   |
| 10 de abril | Los Angeles Lakers 115, San Francisco Warriors 112 | Los Ángeles   |
| 11 de abril | San Francisco Warriors 124, Los Angeles Lakers 128 | San Francisco |
| 13 de abril | San Francisco Warriors 100, Los Angeles Lakers 106 | San Francisco |
|             | Los Angeles Lakers gana las series 4-0             |               |

## Estadísticas
| Rk | Jugador       | Edad | P  | PT | MP   | TC  | TCI  | %TC  | TL  | TLI | %TL  | RB   | AS  | FP  | PTS  |
| 1  | Nate Thurmond | 26   | 51 |    | 43.6 | 7.5 | 18.2 | .411 | 5.5 | 8.6 | .644 | 22.0 | 4.2 | 2.7 | 20.5 |
| 2  | Rudy LaRusso  | 30   | 79 |    | 35.7 | 7.6 | 17.6 | .433 | 6.6 | 8.4 | .790 | 9.4  | 2.3 | 4.3 | 21.8 |
| 3  | Jeff Mullins  | 25   | 79 |    | 35.5 | 7.7 | 17.6 | .439 | 3.5 | 4.4 | .794 | 5.7  | 4.4 | 3.4 | 18.9 |
| 4  | Clyde Lee     | 23   | 82 |    | 32.9 | 4.5 | 10.9 | .417 | 2.8 | 4.1 | .684 | 13.9 | 1.6 | 4.0 | 11.9 |
| 5  | Jim King      | 26   | 54 |    | 32.3 | 6.3 | 14.8 | .425 | 4.0 | 5.0 | .810 | 4.5  | 4.2 | 3.2 | 16.6 |
| 6  | Fred Hetzel   | 25   | 77 |    | 31.1 | 6.9 | 16.7 | .414 | 5.1 | 6.2 | .833 | 7.1  | 1.7 | 3.4 | 19.0 |
| 7  | Al Attles     | 31   | 67 |    | 29.7 | 3.8 | 8.1  | .467 | 2.2 | 3.2 | .694 | 4.1  | 5.8 | 4.2 | 9.8  |
| 8  | Bob Warlick   | 26   | 69 |    | 19.1 | 3.7 | 8.8  | .421 | 1.4 | 2.5 | .567 | 3.8  | 2.3 | 2.4 | 8.9  |
| 9  | Joe Ellis     | 23   | 51 |    | 12.2 | 2.2 | 5.9  | .368 | 0.6 | 1.0 | .640 | 3.8  | 0.7 | 1.6 | 5.0  |
| 10 | Bill Turner   | 23   | 42 |    | 11.5 | 1.6 | 3.7  | .433 | 0.9 | 1.4 | .600 | 3.7  | 0.4 | 1.8 | 4.1  |
| 11 | George Lee    | 31   | 10 |    | 10.6 | 0.8 | 3.5  | .229 | 1.7 | 2.4 | .708 | 2.7  | 0.4 | 1.6 | 3.3  |
| 12 | Bobby Lewis   | 22   | 41 |    | 8.3  | 1.4 | 3.7  | .391 | 1.5 | 1.9 | .772 | 1.4  | 1.0 | 1.0 | 4.4  |
| 13 | Dave Lattin   | 24   | 44 |    | 5.8  | 0.8 | 2.3  | .363 | 0.5 | 0.8 | .697 | 2.4  | 0.3 | 2.1 | 2.2  |

## Galardones y récords
| Jugador       | Galardón |
| Nate Thurmond | All-Star |